# Boston North Station

Die Boston North Station ist ein Bahnhof in der US-amerikanischen Stadt Boston im Bundesstaat Massachusetts. Er liegt an der Causeway Street unter der Mehrzweckhalle TD Garden. Von der ebenerdigen Gleisfläche verkehren Vorortzüge der Massachusetts Bay Transportation Authority nach Lowell, Fitchburg, Newburyport, Rockport und Haverhill, sowie Downeaster-Züge der Amtrak nach Portland (Maine). Unter dem Bahnhof befindet sich eine Station der U-Bahn Boston, die von der Green Line und der Orange Line bedient wird.
Der Bahnhof wurde 1893 eröffnet und 1928 und 1995 komplett umgebaut, ein weiterer kleinerer Umbau erfolgte 2007.

## Geschichte

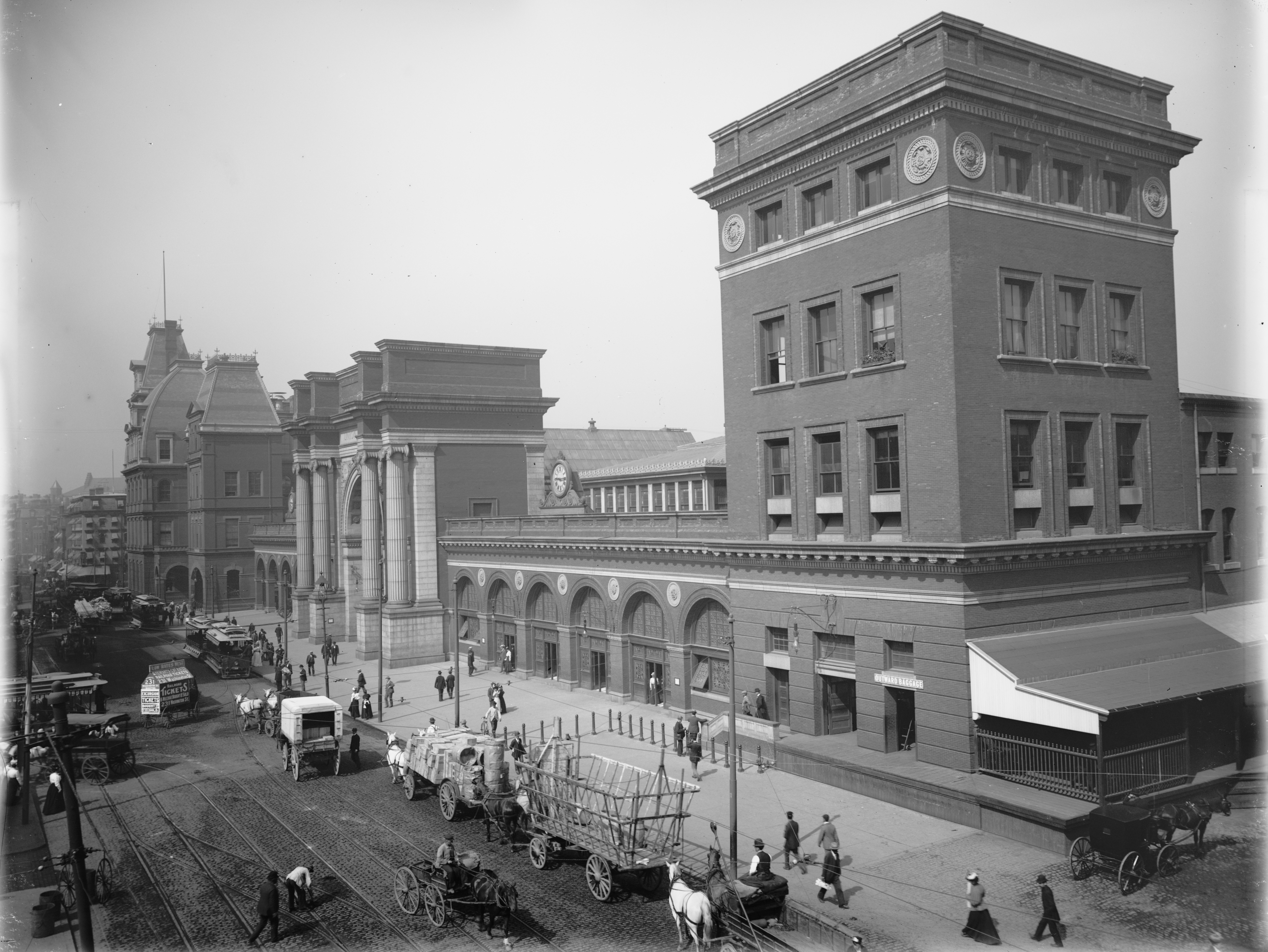
Boston North Union Station in den 1890er Jahren.

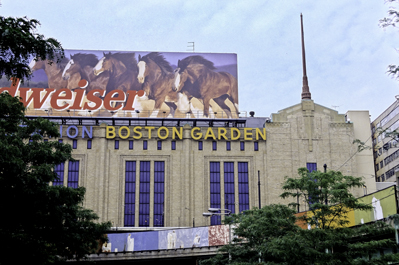
Boston Garden, 1994. Blick von der Causeway Street.

Der erste Bahnhof an der Causeway Street wurde 1835 durch die Boston and Lowell Railroad eröffnet. Er befand sich westlich des heutigen Bahnhofskomplexes, gegenüber der Portland Street. Das ursprünglich kleine Empfangsgebäude wurde 1878 durch einen Neubau ersetzt. Als Nächstes nahm 1845 die Boston and Maine Railroad einen Bahnhof in Betrieb, der sich in den Anfangsjahren am Haymarket Square südlich der heutigen North Station befand, dann jedoch an die Causeway Street gegenüber der Canal Street verlegt wurde. Die Fitchburg Railroad eröffnete ihren Kopfbahnhof 1848 östlich der Beverly Street. Im April 1854 eröffnete schließlich die Eastern Railroad einen Kopfbahnhof zwischen der Station der Boston&Lowell und der damals noch bis zum Haymarket Square führenden Strecke der Boston&Maine.
Nach und nach übernahm die Boston&Maine ihre Konkurrenten, 1884 die Eastern Railroad und 1887 die Boston&Lowell. Die Bahngesellschaft besaß damit drei direkt nebeneinander liegende Kopfbahnhöfe. Um einen gemeinsamen Bahnhof für diese Strecken zu schaffen, baute sie den zunächst als North Union Station bezeichneten Bahnhof und eröffnete ihn 1893. Das erst 15 Jahre zuvor eröffnete Gebäude der Boston&Lowell blieb erhalten und lediglich die Bahnhöfe der Eastern und der Boston&Maine wurden durch einen Neubau ersetzt. Nachdem die Boston&Maine 1900 auch die Fitchburg Railroad übernommen hatte, wurde der bis dahin noch betriebene Endbahnhof dieser Bahn ebenfalls stillgelegt und die Züge in Richtung Fitchburg benutzten die North Station mit. Von hier verkehrten nicht nur Vorortzüge in den Norden von Massachusetts und nach New Hampshire, sondern auch Expresszüge nach Halifax, Montréal, Toronto und Chicago.
1928 wurde der gesamte Komplex abgerissen. An seiner Stelle entstand der Boston Madison Square Garden (später Boston Garden), eine Mehrzweckhalle, die am 17. November 1928 eröffnet wurde. Im Erdgeschoss des Gebäudes befand sich die Schalterhalle des weiterhin betriebenen Bahnhofs, der nun Boston North Station genannt wurde. Der vorerst letzte Expresszug verließ die North Station 1965 in Richtung Maine. Erst seit dem 15. Dezember 2001 verkehrt mit dem Downeaster nach Portland wieder ein Fernzug von hier, der am 1. November 2012 erstmals über Portland hinaus bis Brunswick fuhr.
Der Boston Garden wurde 1995 geschlossen, als direkt nebenan der TD Garden eröffnet wurde. Gleichzeitig wurden das Gleisvorfeld und die Bahnsteiganlage des Bahnhofs umfangreich umgebaut und verkleinert. Die Schalteranlagen befinden sich seitdem im TD Garden. Das Gebäude des Boston Garden wurde Ende 1997 abgerissen, an seiner Stelle befindet sich heute ein Parkplatz. Da die Abfertigungsanlagen des Bahnhofs nun aber viel zu klein waren und im Berufsverkehr nicht ausreichten, wurde der südliche Teil des Gleisfeldes 2007 überbaut und somit die Bahngleise verkürzt. Dadurch konnte der Wartebereich um einiges vergrößert werden.

## Zugverbindungen
| Linie                     | Betreiber | Fahrtroute | Züge Montag- Freitag | Züge Samstag/ Sonntag |
| ------------------------- | --------- | --- | -------------------- | --------------------- |
| Newburyport/Rockport Line | MBTA      | Boston North Station – Chelsea – River Works – Lynn – Swampscott – Salem – Beverly – North Beverly – Hamilton-Wenham – Ipswich – Rowley – Newburyport bzw. …Beverly – Montserrat – Prides Crossing – Beverly Farms – Manchester – West Gloucester – Gloucester – Rockport | 29                   | 13                    |
| Haverhill Line            | MBTA      | Boston North Station – Malden Center – Wyoming Hill – Melrose/Cedar Park – Melrose Highlands – Greenwood – Wakefield – Reading – North Wilmington – Ballardvale – Andover – Lawrence – Bradford – Haverhill                                                               | 24                   | 6                     |
| Lowell Line               | MBTA      | Boston North Station – West Medford – Wedgemere – Winchester Center – Mishawum – Anderson RTC (Woburn) – Wilmington – North Billerica – Lowell | 27                   | 8                     |
| Fitchburg Line            | MBTA      | Boston North Station – Porter Square – Belmont Center – Waverley – Waltham – Brandeis-Roberts – Kendal Green – Hastings – Silver Hill – Lincoln – Concord – West Concord – South Acton – Littleton/I-495 – Ayer – Shirley – North Leominster – Fitchburg                  | 17                   | 8                     |
| Downeaster                | Amtrak    | Boston North Station – Anderson RTC (Woburn) – Haverhill – Exeter – Durham-UNH – Dover – Wells – Saco – Old Orchard Beach – Portland | 5                    | 5                     |

## Anbindung im Nahverkehr
Neben den Vorortzügen betreibt die MBTA auch eine Stadtbahn (Green Line) und eine U-Bahn in Boston. Beide Verkehrsmittel bedienen mit einer gemeinsamen unterirdischen Station die North Station. Die Orange Line der U-Bahn führt von Oak Grove in Malden nach Forest Hills im Süden der Stadt Boston. An der North Station halten die Stadtbahnzüge der Linie C (North Station–Cleveland Circle) und der Linie E (Lechmere–Heath Street). Am Bahnhof verkehrt außerdem die MBTA-Buslinie 4, die zum World Trade Center und zur Boston South Station fährt, sowie eine Buslinie der Charles River Transportation Management Association nach Cambridgeport.
| Vorherige Station                   | MBTA | MBTA                    | MBTA | Nächste Station                      |
| ----------------------------------- | ---- | ----------------------- | ---- | ------------------------------------ |
| Haymarket Richtung Cleveland Circle |      | Green Line Green Line C |      | Endstation                           |
| Haymarket Richtung Heath Street     |      | Green Line Green Line E |      | Science Park Richtung Lechmere       |
| Haymarket Richtung Forest Hills     |      | Orange Line             |      | Community College Richtung Oak Grove |